# Campionato argentino di rugby a 15 1989
Il Campionato argentino de Mayores 1989  è stato vinto per il terzo anno consecutivo dalla selezione di Unión de Rugby de Tucumán    che ha battuto in finale la selezione della Rosario.

## Contesto
- La nazionale italiana visita per la prima volta visita il Sudamerica. Subisce una onorevole sconfitta contro i Pumas (21-16).

- La nazionale argentina visita la Nuova Zelanda . Due pesanti sconfitte nei test (9-60) e (12-49).

- La selezione di Buenos Aires.  si aggiudica il campionato "Juvenil".

## Torneo "Campeonato"

### Girone A
| pos | Squadra             | G. | V. | N. | P. | P+  | P- | Diff. | Pt. |
| 1   | Tucumàn             | 3  | 3  | 0  | 0  | 101 | 60 | 41    | 6   |
| 2   | Córdoba             | 3  | 1  | 1  | 1  | 90  | 64 | 26    | 3   |
| 3   | Entre Rios          | 3  | 1  | 1  | 1  | 42  | 53 | -11   | 3   |
| 4   | Santiago del estero | 3  | 0  | 0  | 3  | 42  | 98 | -56   | 0'  |

### Girone B
| pos | Squadra      | G. | V. | N. | P. | P+ | P- | Diff. | Pt. |
| 1   | Rosario      | 3  | 3  | 0  | 0  | 0  | 0  | 0     | 6   |
| 2   | Cuyo         | 3  | 2  | 0  | 1  | 0  | 0  | 0     | 4   |
| 3   | Buenos Aires | 3  | 1  | 0  | 2  | 0  | 0  | 0     | 2   |
| 4   | San Juan     | 3  | 0  | 0  | 3  | 0  | 0  | 0     | 0   |

## Semifinali
| Santiago del estero 28 ottobre 1989 | Tucumàn | 32 – 15 | Cuyo | C.A. Mitre |

| Santiago del estero 28 ottobre 1989 | Rosario | 18 – 17 | Córdoba | C.A. Mitre |

## Finale 3-4posto
| Santiago del estero 29 ottobre 1989 | Córdoba | 30 – 13 | Cuyo | C.A. Mitre |

## Finale
| Arbitro: | Lindsay McLachlan |

| |            | |
| c.p. Mesón 4 | Marcatori  | c.p. Del Castillo |
| 15. F. Williams 14.J. Soler 13.J. Gianotti 12.S. Mesón 11. G. Terán 10.R. Sauze 9.P. Merlo (Capitán) 8.J. Santamarina 7.S. Bunader 6.P. Garretón 5.O. Fascioli (Macome 77') 4.P. Buabse 3.L. Molina (R. Paz Posse 57') 2.S. Paz Posse 1.R. Hortas. | Formazioni | 15.Del Castillo 14.Sarrabayrousse 13.Paván 12.Romero Acuña 11.García 10.Ansaldi 9.Crexell 8.P. Baraldi 7.Schnaider 6.Pérez 5.Minoldo (Rossi) 4.Discaciatti (Cap.) 3.Céspedes 2.M. Baraldi 1.Mansilla. |

- Campione: Tucumán
- Retrocedono: San Juan e Santiago del estero

## Torneo "Classificacion"

### Girone "C"
| pos | Squadra       | G. | V. | N. | P. | P+  | P-  | Diff. | Pt. |
| 1   | Mar del Plata | 4  | 4  | 0  | 0  | 257 | 18  | +239  | 8   |
| 2   | Sur           | 4  | 3  | 0  | 1  | 73  | 0   | 6     |     |
| 3   | Alto Valle    | 4  | 2  | 0  | 2  | 122 | 77  | +45   | 4   |
| 4   | Austral       | 4  | 1  | 0  | 3  | 25  | 146 | -121  | 2   |
| 5   | Chubut        | 4  | 0  | 0  | 4  | 12  | 241 | 0     | 0   |

Promossa: Mar del Plata

### Girone "D"
| pos | Squadra  | G. | V. | N. | P. | P+  | P-  | Diff. | Pt. |
| 1   | Santa Fè | 4  | 4  | 0  | 0  | 268 | 28  | +240  | 8   |
| 2   | Noreste  | 4  | 2  | 0  | 1  | 94  | 29  | +65   | 4   |
| 3   | Salta    | 4  | 2  | 0  | 1  | 122 | 77  | +45   | 4   |
| 4   | Misiones | 4  | 1  | 0  | 3  | 25  | 146 | -121  | 2   |
| 5   | Jujuy    | 4  | 0  | 0  | 4  | 12  | 241 | -229  | 0   |

(il match Noreste-Misiones non si è disputato)
Promossa: Santa Fè